# サイクロセリン
サイクロセリン（cycloserine; JAN）またはシクロセリンは、結核の治療に用いられる抗生物質である。具体的にはその他の抗結核薬と共に活性薬剤耐性結核の治療に用いられる。投与法は経口である。
主な副作用はアレルギー反応、発作、眠気、不安定、痺れがあげられる。腎不全、てんかん、うつ病、アルコール依存症の患者への投与は推奨されない。妊娠中の患者への投与による胎児の安全性は不明確である。サイクロセリンはアミノ酸の一種D-アラニンと構造が類似しており、その作用機序は細菌の細胞壁の成型を妨げることによるものである。
サイクロセリンは1954年にストレプトマイセス属細菌の一種から発見された。世界保健機関の必須医薬品リストに掲載される最も効果的で安全な医療制度に必要とされる医薬品である。開発途上国での卸値は1か月分で約29.70から51.30米ドルである。2015年の米国での値段は1か月分で3,150米ドルに値上がりしたが、その後1,050米ドルに値下がりした。

## 効能・効果
結核の治療において、サイクロセリンは第二選択薬に分類されている。つまり、1種類以上の第一選択薬が使えない場合にのみ使用が検討され得る。すなわち、サイクロセリンは多剤耐性および広範囲の薬剤耐性を持つ結核菌に対してのみに使用が制限されている。使用が制限されるもう一つの理由として、この薬剤は中枢神経系（CNS）に浸透し、頭痛、眠気、抑うつ、回転性めまい、錯乱、知覚障害、構音障害、過敏症、精神病、痙攣、震え（振戦）などを引き起こすということがある。サイクロセリンの過剰摂取により、麻痺、痙攣、昏睡などが起こる危険性があり、アルコール摂取により痙攣のリスクが高まる可能性がある。ピリドキシンを併用することで、サイクロセリンによるこれらの中枢神経系の副作用（痙攣など）の一部の発生を抑えることができる。

## 作用機序
サイクロセリンは、細菌の細胞壁の生合成を阻害することにより、抗生物質として作用する。サイクロセリンは、D-アラニンの環状アナログとして、ペプチドグリカン合成の細胞質段階で重要な2つの酵素、すなわちアラニンラセマーゼ（Alr）とD-アラニル-D-アラニンリガーゼ（Ddl）に作用する。第一の酵素は、ピリドキサール5'-リン酸依存性の酵素で、L-アラニンをD-アラニンの形に変換する。第二の酵素は、ATP依存性のD-アラニン-D-アラニンジペプチド結合の形成を触媒することにより、これらのD-アラニン残基の2つの結合に関与する。この両方の酵素が阻害されると、D-アラニン残基が形成されず、前段階で形成されたD-アラニン分子が結合しなくなる。その結果、ペプチドグリカンの合成が阻害されることになる。

## 禁忌
- てんかんなどの精神障害のある患者[10]

## 副作用
重大な副作用には、精神錯乱、てんかん様発作、痙攣（0.1 - 5%未満）が挙げられている。

## 化学的特性
サイクロセリンは、弱酸性の条件下で加水分解され、ヒドロキシルアミンとD-セリンを生成する。サイクロセリンは、セリンが酸化的に二水素を失って窒素-酸素結合を形成し、環状化したものとして思い描くことができる。
サイクロセリンは、塩基性条件下で安定しており、pH 11.5で最も安定である。

## 歴史
この化合物は、2つのチームがほぼ同時に初めて分離した。メルクの研究チームは、本化合物をStreptomyces属細菌の一種から単離してオキサマイシン（oxamycin）と命名し、合成的に化合物を調製することにも成功した。イーライリリーのチームは、Streptomyces orchidaceusの菌株から本化合物を単離し、セリンとヒドロキシルアミンに加水分解することを確認した。

## 研究開発
サイクロセリンは、より強い神経接続を形成することで学習を助けるという実験的証拠が得られている。サイクロセリンは、PTSDや不安障害、統合失調症の治療において、暴露療法を促進するための補助剤として研究されている。2015年のコクランレビューでは、2015年時点で不安障害における有益性のエビデンスは無いとされた。別のレビューでは、有益性の予備的な証拠が見つかった。薬物依存症の治療に関するエビデンスは暫定的なものであり、明確なものではない。